# 南木義隆
南木 義隆（なんぼく よしたか、1991年 - ）は、日本の小説家。大阪府出身。

## 略歴
大学時代よりライター業。小説家デビュー前に津原泰水の小説講座を受講したことがあり、そこで得たものについてしばしば言及している。
小説同人誌での活動を経て、2019年、『コミック百合姫』・pixiv共催「百合文芸小説コンテスト」に投稿した「月と怪物」が“ソ連百合”として話題となる。受賞は逃すが早川書房『アステリズムに花束を 百合SFアンソロジー』に収録され、デビュー。

## 作品

### 単行本
- 『蝶と帝国』（2022年7月 河出書房新社 ISBN 978-4-309-03051-7）[4]

### アンソロジー収録作品
- 「月と怪物」（『アステリズムに花束を 百合SFアンソロジー』2019年7月、ハヤカワ文庫JA)[5]
- 「魔術師の恋その他の物語（Love of the bewitcher and other stories.）」（『百合小説コレクション wiz』2023年2月、河出文庫）

### 雑誌掲載作品
小説
- 「ファンタジスタの担うもの」 - 『小説すばる』2023年10月号（集英社）
- 「ここは世界で一番地獄だよ早く迎えに来て」 - 『ケムール』2024年2月19日配信（株式会社ライテック）
- 「五戦四敗一分け六ゴール」 - 『小説すばる』2025年2月号（集英社）

エッセイなど
- 「私的偉人伝」 - 『小説すばる』2019年9月号（集英社）
- 「百合とリヴァイアサン」 - 『別冊文藝春秋』2022年9月号（文藝春秋）
- 「偏愛体質」 - 『小説すばる』2022年11月号（集英社）
- 「津原泰水とライブハウス代々木Barbaraで」 - 『S-Fマガジン』2023年4月号（早川書房）
- 「イルでファンキーな宇宙世紀を讃える」 - 『ユリイカ』2023年7月号（青土社）